# 오명의 목장
오명의 목장(Rancho Notorious)은 미국에서 제작된 프리츠 랑 감독의 1952년 드라마, 서부 영화이다. 마를렌 디트리히 등이 주연으로 출연하였다.

## 출연

### 주연
- 마를렌 디트리히
- 아서 케네디

### 조연
- 멜 페러
- 글로리아 헨리
- 윌리엄 프롤리
- 존 레이븐
- 잭 얼람
- 조지 리브스
- 프랑크 퍼거슨
- 프란시스 맥도널드
- 댄 세이모어
- 존 켈로그
- 로드 레드윙

## 제작진
- 미술: 위어드 이넨
- 세트: 로버트 프리스틀리